# 塔凱斯坦
塔凱斯坦是伊朗的城市，位於該國北部，由加茲溫省負責管轄，距離首府加茲溫30公里，海拔高度1,265米，主要農產品有葡萄，2006年人口74,456。